# Sygeplejeteoretiker
En sygeplejeteoretiker har formuleret en almindeligt anerkendt sygeplejevidenskabelig tekst. Oftest er det betragtninger om sygeplejens væsen: rettesnore for hvad 'god sygepleje' er.
Sygeplejeteorier opdeles almindeligvis i to kategorier, henholdsvis behovsteori og omsorgsteori. Enkelte teorier eller teoretikere passer dog ikke ind i en sådan opdeling; til eksempel kan nævnes Florence Nightingale, der med sin bog Notes on Nursing grundlagde sygeplejen som selvstændigt erhverv med egen uddannelse, i stedet for at være baseret blot på erfaringer og tilfældige overleveringer; Nightingale skriver i indledningen til sin bog at plejen af syge er noget, enhver kvinde vil møde i sit liv - og da netop plejen af den syge (til forskel fra lægernes medicinske behandlinger) kan have så stor betydning for den syges helbredelse og vel bør enhver kvinde kende til sygeplejens grundlæggende principper. Samtidig var Nightingale en markant fortaler for, at plejen skulle være funderet i grundig dokumentation, og at det enhver der beskæftigede sig med sygepleje måtte tage ansvar for at udvikle sygeplejen, for sig selv såvel som faget i sin helhed. Selv om hun taler for at observere og dokumentere patienten og hans behov, så er hendes tanker så tidlige i forhold til sygeplejens udvikling at de ikke er formuleret som en egentlig teori, og hun spænder derfor bredt og lader sig ikke indpasse i senere tiders modeller. 

## Behovsteoretikerne
Behovsteoretikerne opfordrer sygeplejersker til at beskæftige sig med patienternes behov. Mest fremtrædende blandt disse teoretikere er Virginia Henderson, der har formuleret 14 behov, patienter kan have. Hun dikterer, at god sygepleje er at hjælpe patienten til at få opfyldt disse behov, eller, dersom han ikke selv er i stand til det, at opfylde dem for ham, som han selv ville gøre det. Er patienten ikke i stand til at spise, må sygeplejersken made ham (eller sørge for anden næring); fryser han, må hun holde ham varm; er han ensom må hun finde ham selskab osv. 
Blandt behovsteoretikerne er: 
- Virginia Henderson, der i sin bog Sygeplejens grundlæggende principper beskriver 14 behov, ethvert menneske har brug for at få opfyldt, men modsat for eksempel Maslow "rangdeler" hun dem ikke explicit. Hun fordrer, at sygeplejersken overvejer alle 14 behov for enhver patient, hun møder, og indretter sin sygepleje til at hjælpe patienten med at få opfyldt de behov, han ikke selv kan varetage. Hun fordrer desuden at denne hjælp gives på den måde, der har størst mulighed for at hjælpe patienten til igen at blive selvhjulpen.[2]
- Dorothea Orem ser hele mennesket som sammensat af en række fysiske, psykiske, sociale og åndelige behov. Hun baserer sin teori på, at mennesker har nogle universelle egenomsorgsbehov, der er fælles for alle mennesker men tilfredsstilles individuelt, og nogle udviklingsmæssige og sundhedsafvigende egenomsorgsbehov, der er forskellige fra menneske til menneske. Hvert menneske yder (og ønsker at yde) egenomsorg (drager omsorg for sig selv) i større eller mindre grad; når man ikke formår dette taler Orem om egenomsorgssvigt, hvor sygeplejersken kan træde til og hjælpe patienten. Denne hjælp kan ydes efter tre sygeplejesystemer - helt kompenserende, delvist kompenserende eller støttende/vejledende sygepleje.[3]

## Omsorgsteoretikerne
Omsorgsteoretikerne beskæftiger sig med den omsorg, sygeplejersken kan yde patienten og/eller med den egenomsorg, sygeplejersken kan støtte patienten i at yde sig selv. Der tales ofte om mellem-menneskelige relationer, om tillid og omsorg. Vægten lægges på, at sygeplejersken skal søge at sætte sig ind i patientens situation, således at hun kan lære at forstå ham og dermed kan opnå en vis indsigt i hvilken hjælp, han har brug for. Især Kari Martinsen er en fremtrædende omsorgsteoretiker i den danske sygeplejemodel. 
Blandt omsorgsteoretikerne er:
- Kari Martinsen skeler meget til etikken i sygeplejen og fokuserer derfor på omsorg og mellemmenneskelige relationer.
- Katie Eriksson beskæftiger sig meget med den menneskelige lidelse og sygeplejens muligheder for at afhjælpe den.
- Joyce Travelbee mener, at patienterne ofte bliver anskuet som objekter i sundhedsverdenen og er derfor fortaler for de mellemmenneskelige aspekter i sygeplejen.
- Ida Jean Orlando bruger sygeplejeprocessen (som hun regnes for ophav til) både som problemløsningsmodel og som udgangspunkt for samarbejde mellem sygeplejerske og patient.
- Merry Scheel beskriver sygeplejen som et spændingsfelt mellem videnskab og relativisme; sygeplejen må ikke blive kold og umenneskelig, men skal heller ikke falde i modsatte grøft, hvor den bliver urealistisk og sentimental.